# Nancy Carrasco Queijeiro
Nancy Carrasco Queijeiro (México) es una médica egresada de la Universidad Nacional Autónoma de México en 1981, experta en estudios moleculares, electa como miembro extranjero de la Academia Nacional de Ciencias de Estados Unidos (NAS).

## Trayectoria académica
- Egresada de la Facultad de Medicina (FM) de la UNAM (1980).[2]
- Posgrado en bioquímica en la Facultad de Química (FQ) de la UNAM (1981).
- Posdoctorado en el laboratorio de Ronald Kaback del Instituto Roche de Biología Molecular en Nueva Jersey
- Investigadora independiente del Departamento de Farmacología Molecular Albert Einstein College of Medicine en New York.
- Profesora del Departamento de Fisiología celular y molecular de la Universidad de Yale,[3] New Haven, Connecticut, donde labora desde el año 2011.

## Trayectoria profesional
En abril de 2015, Nancy Carrasco fue elegida como miembro extranjero de la Academia Nacional de Ciencias de los Estados Unidos, después de ser nominada por uno de los miembros. Además, ha sido invitada a la ceremonia de inducción, que se celebrará en abril de 2016 en Washington D. C..
Investigadora experta en el estudio molecular de fenómenos de transporte a través membranas biológicas. Ella junto con su equipo de colaboradores, fue una de las primeras científicas en aislar el ADN complementario (cDNA) encargado de codificar el transportador de yoduro (I-) de la glándula tiroides,  la molécula responsable del transporte activo de yoduro de la sangre al interior de las células tiroideas, proceso que constituye el primer paso de la biosíntesis de las hormonas tiroideas.
Aisló la NIS que es una molécula proteíca vital para el funcionamiento tiroideo, su descubrimiento redundo en beneficios del cáncer tiroideo.